# App.net

App.net의 로고.

App.net은 광고에서 해방된 온라인 소셜 네트워크 서비스이자 마이크로블로그 서비스로서, 사용자들이 최대 256자까지 메시지를 쓸 수 있다.
App.net은 자체적인 웹 인터페이스를 일부 사용자들이 사용하였던 "알파"(Alpha)라는 서비스에 제공하였다. 그러나 이들은 서드파티 애플리케이션의 이용 및 개발을 장려하였다.

## 역사
'App.net'이라는 이름은 과거에 앱 개발자들이 자신의 애플리케이션을 홍보할 목적으로 사용되었다. 그러나 2012년 7월 13일, 믹스트 미디어 랩스(Mixed Media Labs)는 App.net이 광고에서 해방된 소셜 네트워킹 플랫폼으로 그 목적을 변경할 것이라고 발표하였다. 설계된 바대로 트위터와 비슷하지만 광고가 없으며, 그 대신 사용자와 개발자의 구독에 의존한다. 믹스트 미디어 랩스는 $500,000와 10,000명의 후원자를 목표로 직접 크라우드펀딩을 시작하였다.
믹스트 미디어 랩스는 2012년 8월 13일까지 목표치를 초과 달성했으며, 적어도 $750,000에, 11,000명 이상의 후원자가 있었다.
App.net은 2012년 9월 1일에 말뭉치 주석을 시작하였으며 이 기능을 사용하면 애플리케이션들이 임의의 메타데이터를 게시물에 첨부할 수 있다. 이는 App.net 인프라스트럭처를 사용하여 더 복잡한 기능을 빌드할 수 있게 할 작정이었다. 2012년 10월 1일, App.net은 인센티브 프로그램을 시작하였다. 애플리케이션 사용량고 사용자 피드백에 근간하여 참여 개발자들 간에 월간 $20,000의 풀(pool)을 분리할 예정이었다.
믹스트 미디어 랩스의 목표는 개발자들이 해당 플랫폼에서 빌드하는 것을 장려하는 것이다.
2012년 11월 29일, App.net은 무료 체험판의 참가 프로그램을 시작하였다. 사용자들은 App.net 사용을 위해 친구를 초대할 수 있다. 친구가 수락하면 한 달 간 서비스를 무료로 사용할 수 있다.
2013년 2월 25일, App.net은 프리미엄 서비스가 되었다. 지불 플랜이 있는 사용자들은 사람들을 초대하여 일부 제한사항과 함께 프리티어(free tier) 계정을 제공할 수 있다.
2013년 5월, App.net은 100,000명의 사용자 히트 수를 달성했다.
2013년 11월 21일, App.net은 App.net 서비스를 이용하는 사용자들이 그들이 생각하는 바에 대한 푸시 알림을 주고받을 수 있는 방식의 하나로서 브로드캐스트(Broadcast)를 발표하였다. 이 푸시 알림은 아이폰이나 안드로이드의 App.net을 통해 송신된다. 프리미엄(freemium) 모델의 일부로서 브로드캐스트는 개발자 티어(developer-tier) 계정이 있는 App.net 사용자들에게 이용 가능한 채널 분석 기능을 App.net 서비스를 이용하는 회원들에게 무료로 제공된다.
2014년 1월 25일, App.net은 크라우드펀드 기능의 일환으로 기술된 Backer를 시작하였다.
Backer를 사용할 최초의 프로젝트는 App.net 자체에서 비롯되었으며, 회사는 그들이 지불 방식으로서 비트코인을 수락하는 것이 좋을지 물었다. Backer에 대한 상세 내용 중 일부는 다음과 같다:

여러분은 Backer를 이용하기 위해 App.net API를 연동할 필요가 없습니다.
저희는 턴키(turn-key) 방식을 기반으로 온전한 프로세스를 관리합니다. 프로젝트가 성공적이라면 App.net은 프로젝트 소유자에게 송금합니다. 프로젝트가 성공적이지 않으면 프로젝트 소유자는 더 이상 어떠한 책무도 지지 않습니다.
성공적인 오픈 소스 Backer 프로젝트는 비용이 들지 않습니다. 성공적인 사유(proprietary)의 Backer 프로젝트들은 5%의 비용만 내면 됩니다. 성공적이지 않은 Backer 캠페인에는 비용이 들지 않습니다.
— Backer, backer.app.net

2014년 5월 6일, 설립자들은 구독 리뉴얼이 너무 형편 없어서 App.net을 위한 개발 직원을 유지할 자금이 더 이상 없으며 앞으로의 운영은 계약자를 통한 유지보수에만 기반을 둘 것이라고 발표하였다.
2017년 1월 12일, 설립자들은 플랫폼 App.net이 2017년 3월 15일 부로 종료할 것이라고 발표하였다. 그러나 상당한 수의 사용자 데이터의 내보내기 실패로 인해 해당 종료일은 2017년 3월 16일로 연장되었다. App.net은 2017-03-17-06:45UTC 부로 소셜 네트워크의 운영을 중단하였다. App.net의 소스 코드는 their 깃 허브 페이지를 통해 확인할 수 있다.